# Exxon Building (Houston)
Exxon Building (známý také jako ExxonMobil Building) je kancelářský mrakodrap v texaském městě Houston. Má 44 pater a výšku 185 metrů, je tak 17. nejvyšší mrakodrap ve městě. Po dokončení v roce 1963 se stal nejvyšší budovou Texasu, v roce 1965 jej překonal mrakodrap Elm Place stojící v Dallasu. Za designem budovy stojí George Pierce a Abel B. Pierce.